# Juli Soleràs
Juli Soleràs és un personatge de la novel·la Incerta Glòria, escrita per Joan Sales primer cop el desembre de 1956 i ampliada en les successives edicions posteriors fins a l'edició definitiva l'any 1971. L'ampliació de 1971 portava com a títol Últimes notícies i més endavant es va editar com a novel·la independent amb el títol d'El vent de la nit.
Tot i no ser el protagonista, és considerat el personatge central de l'obra. La novel·la està ambientada a la Guerra Civil espanyola i consta de tres parts, que ens donen la visió de tres personatges diferents. Així, Soleràs ens és presentat per la visió que en tenen els altres personatges, que d'una o altra manera estan obsessionats amb ell.
Soleràs havia nascut a Grenoble (com Stendhal, molt citat a la novel·la), de família rica i orfe de pare, visqué amb una tia que de nit tenia visions de Santa Filomena. Durant la novel·la, Soleràs és un oficial republicà que combat al front d'Aragó on té per companys en Lluís de Brocà (teòric protagonista i autor de les cartes que formen la primera part de la novel·la), amb qui té llargues reflexions sobre el sentit de la vida i la seva absurditat sense la presència de Déu; i en Cruells (de qui tenim la seva visió a la tercera part de la novel·la i a la seva continuació El vent de la nit), un seminarista que valora la seva amistat i a qui el seu record l'acompanyarà tota la vida. Soleràs està enamorat de la seva amiga Trini (autora de les cartes que formen la segona part de la novel·la, precisament dirigides a Soleràs), esposa d'en Lluís, i a qui Soleràs l'influí en la seva conversió al catolicisme i l'ajuda a sobreviure a ella i el seu fill a la Barcelona en guerra portant-li menjar que roba al front, especialment llet condensada. En un punt de la novel·la, Soleràs desapareix i, posteriorment, se sap que ha passat al bàndol franquista. Allí, assoleix una altra graduació militar per la seva valentia i mata un moro que abusava de les noies. Quan estan a punt de vèncer, vol tornar al bàndol republicà però és assassinat.
Es tracta d'un personatge enigmàtic, excèntric i original, una mena d'antiheroi dostoievskià, amb ideals molt marcats. i un gran sentit de la justícia i rectitud. Actua com a personatge complement i contraposició del protagonista. Les inicials del personatge coincideixen amb les de l'autor i amb les de Julien Sorel, protagonista de Le Rouge et le Noir de Stendhal, obra que se cita moltes vegades a la novel·la. S'interessa per «l'obscè i el macabre», i les seves intervencions es mouen entre els comentaris filosòfics i el cinisme, entre l'absurd i l'absolut. Cita diversos autors i filòsofs, entre els quals s'inclouen Baudelaire, Nietszche, Schopenhauer, Kierkegaard i Sartre. Soleràs accepta la derrota i el fracàs com a components essencials de la vida humana. Enric Sòria el compara amb els protagonistes rebels del cinema americà dels anys cinquanta, i també amb gent com Zbigniew Cybulski i Oskar Werner, intrèpids i desvalguts a l'hora.